# ویمبلدون (داکوتای شمالی)
ویمبلدون(به انگلیسی: Wimbledon) شهری در ایالت داکوتای شمالی کشور ایالات متحده آمریکا است که جمعیت آن در سرشماری سال ۲۰۱۰ میلادی، ۲۱۶ نفر بوده‌است.